# Жабно (Підкарпатське воєводство)
Жабно (пол. Żabno) — село в Польщі, у гміні Радомишль-над-Сяном Стальововольського повіту Підкарпатського воєводства.
Населення — 483 особи (2011).
У 1975-1998 роках село належало до Тарнобжезького воєводства.

## Демографія
Демографічна структура станом на 31 березня 2011 року:
|          | Загалом | Допрацездатний вік | Працездатний вік | Постпрацездатний вік |
| -------- | ------- | ------------------ | ---------------- | -------------------- |
| Чоловіки | 239     | 60                 | 159              | 20                   |
| Жінки    | 244     | 48                 | 140              | 56                   |
| Разом    | 483     | 108                | 299              | 76                   |